# Locko Richter
Locko Richter – niemiecki multiinstrumentalista, współpracujący z polskimi zespołami jazzowymi i folkowymi.

## Życiorys
W latach 70. i 80. XX wieku grał w niemieckich zespołach Embryo, Aera, Missus Beastley, B.A.M. oraz L. Richter Agreement. Pod koniec lat 80. po wspólnych koncertach z zespołem Tie Break pozostał w Częstochowie, gdzie mieszkał 15 lat. W Polsce występował w zespołach Jura, Defakty, T.A.J.K.A, Graal, a przez sześć lat był basistą zespołu Stanisława Sojki. Współpracował z zespołami Maestro Trytony, Dzieci z Brodą, Tie Break.

## Dyskografia
- 1978: Missus Beastly Spaceguerilla
- 1979: Aera Turkis
- 1980: Aera Live
- 1995: Tie Break Poezje ks. Jana Twardowskiego
- 1996: Graal Graal
- 1997: Graal Graal 2
- 1997: Graal Darmozjad
- 1998: Gwinciński/Richter/Skolik Jupiter, Urizen, Wernyhora, Trungpa
- 1998: Stanisław Sojka No 17
- 1999: Stanisław Sojka Soyka trio plus live (Pstrąg)
- 1999: Graal Truskafki
- 2001: Jura Jura
- 2002: Stanisław Sojka Soykanova
- 2003: Defakty Droga jest celem...
- 2004: Defakty Za zamkniętymi drzwiami
- 2007: Graal Live In Bohema Jazz Club
- 2009: Dzieci z Brodą Potwory wyłażą z nory

## Filmografia
- 1997: Darmozjad polski - wykonanie muzyki[2]